# 미션 (1999년 영화)
미션(鎗火, The Mission)은 홍콩에서 제작된 두기봉 감독의 1999년 액션, 범죄 영화이다. 황추생 등이 주연으로 출연하였고 두기봉 등이 제작에 참여하였다.

## 출연

### 주연
- 황추생
- 임달화

### 조연
- 오진우
- 장요양
- 임설
- 왕천림
- 고웅
- 여송현
- 왕천림